# Lauren Flanigan
Lauren Flanigan (San Francisco, 19 de mayo de 1959) es una soprano estadounidense de ascendientes irlandeses y relevante actuación en la New York City Opera en la década de 1990, de gran versatilidad estilística se destaca en repertorio contemporáneo.

## Trayectoria
Ha participado en cinco estrenos mundiales y posee 85 óperas en su repertorio. Desde su debut en la San Francisco Opera ha cantado en La Scala, el Festival de Glyndebourne, Ópera de Seattle, Ópera de Santa Fe, Lyric Opera of Chicago, Teatro de San Carlos de Nápoles, el Festival Glimmerglass, el teatro Amazonas de Manaus, la New York City Opera, la Gran Ópera de Florida y el Metropolitan Opera de Nueva York donde debutó en 1991 en Los espectros de Versailles de John Corigliano y substituyendo a Aprile Millo en I Lombardi alla prima crociata de Verdi junto a Luciano Pavarotti en 1994. En la casa metropolitana cantó también Musetta en 1994 (La Bohème) y la Princesa en Rusalka (1993).
Entre sus más recordados trabajos figuran Abigail de Nabucco y Lady Macbeth de Verdi, Christine en Intermezzo de Richard Strauss, Elizabeth I de Inglaterra en Roberto Devereux y Maria Stuarda de Donizetti, Marietta en Die tote Stadt, la Governanta de Otra vuelta de tuerca de Benjamin Britten, Norma de Bellini, Donna Anna de Don Giovanni de Mozart, Oberon de Carl Maria von Weber, Esther de Hugo Weissgall, The Mother of Us All de Virgil Thomson y Gertrude Stein, Regina de Marc Blitzstein, A Electra le sienta bien el luto de Martin David Levy, Frau Margot de Thomas Pasatieri y Seance on a Wet Afternoon de Stephen Schwartz entre otras.
El compositor Philip Glass le escribió el solo de su Sinfonía Sexta basado en un poema de Allen Ginsberg y en 1999 cantó Giovanna d'Arco de Verdi en Carnegie Hall.
Protagonizó la grabación completa de Die Liebe der Danae de Richard Strauss dirigida por Leon Botstein. Ha grabado obras de Amy Beach, Ned Rorem, Thomas Pasatieri, Philip Glass, Deems Taylor y Howard Hanson.